# Clarksville (Tennessee)
Clarksville è una città degli Stati Uniti d'America, capoluogo della contea di Montgomery, nello Stato del Tennessee.
Il suo nome è in onore del generale George Rogers Clark, eroe della guerra d'indipendenza americana.